# Championnat du Danemark de football 1932-1933
Navigation
Saison précédente Saison suivante
La saison 1932-1933 du Championnat du Danemark de football était la 20e édition du championnat de première division au Danemark. C'est la 4e édition disputée sous la nouvelle formule, à savoir une poule unique de 10 clubs, la Meistersklabsserien, où chaque formation rencontre tous ses adversaires une seule fois. Le club classé dernier est relégué en D2 et remplacé par le champion de la division inférieure.
C'est le BK Frem Copenhague qui remporte la compétition en terminant en tête de la poule. C'est le 3e titre de champion du Danemark de l'histoire du club.

## Les 10 clubs participants
| - KB Copenhague - B 93 Copenhague - BK Frem Copenhague - Boldklubben 1903 - Akademisk Boldklub | - AaB Aalborg - AGF Aarhus - Esbjerg fB - Promu de D2 - Fremad Amager - OB Odense |

## Compétition

### Classement
Le barème utilisé pour établir le classement est le suivant :
- Victoire : 2 points
- Match nul : 1 point
- Défaite : 0 point

| Rang | Équipe             | Pts | J | G | N | P | Bp | Bc | Diff |
| ---- | ------------------ | --- | - | - | - | - | -- | -- | ---- |
| 1    | BK Frem Copenhague | 16  | 9 | 8 | 0 | 1 | 27 | 8  | +19  |
| 2    | Boldklubben 1903   | 14  | 9 | 7 | 0 | 2 | 37 | 19 | +18  |
| 3    | AGF Aarhus         | 12  | 9 | 5 | 2 | 2 | 20 | 10 | +10  |
| 4    | KB Copenhague (T)  | 11  | 9 | 5 | 1 | 3 | 22 | 15 | +7   |
| 5    | AaB Aalborg        | 10  | 9 | 4 | 2 | 3 | 28 | 15 | +13  |
| 6    | Akademisk Boldklub | 9   | 9 | 4 | 1 | 4 | 28 | 28 | 0    |
| 7    | Esbjerg fB (P)     | 8   | 9 | 3 | 2 | 4 | 16 | 20 | -4   |
| 8    | B 93 Copenhague    | 6   | 9 | 2 | 2 | 5 | 19 | 27 | -8   |
| 9    | Fremad Amager      | 4   | 9 | 2 | 0 | 7 | 12 | 30 | -18  |
| 10   | OB Odense          | 0   | 9 | 0 | 0 | 9 | 5  | 42 | -37  |

|  | Champion du Danemark 1932-1933                         |
|  | Relégation en deuxième division                        |
|  | (T) : Tenant du titre (P) : Promu de deuxième division |

## Bilan de la saison
| Tableau d'Honneur                   |                    |
| Compétition                         | Vainqueur          |
| Championnat du Danemark de football | BK Frem Copenhague |

| Promotion et relégation      |               |
| Relégué en deuxième division | OB Odense     |
| Promu en Meistersbaksserien  | Skovshoved IF |